# Trubbkvickrot
Trubbkvickrot (Elymus hispidus) är en gräsart som först beskrevs av Philipp Filip Maximilian Opiz, och fick sitt nu gällande namn av Aleksandre Melderis. I den svenska databasen Dyntaxa används istället namnet Elytrigia intermedia. Enligt Catalogue of Life ingår Trubbkvickrot i släktet elmar och familjen gräs, men enligt Dyntaxa är tillhörigheten istället släktet kvickrötter och familjen gräs. Arten förekommer tillfälligt i Sverige, men reproducerar sig inte.

## Underarter
Arten delas in i följande underarter:
- E. h. barbulatus
- E. h. podperae
- E. h. pouzolzii
- E. h. pulcherrimus
- E. h. varnensis